# Lista de campeões mundiais da AEW

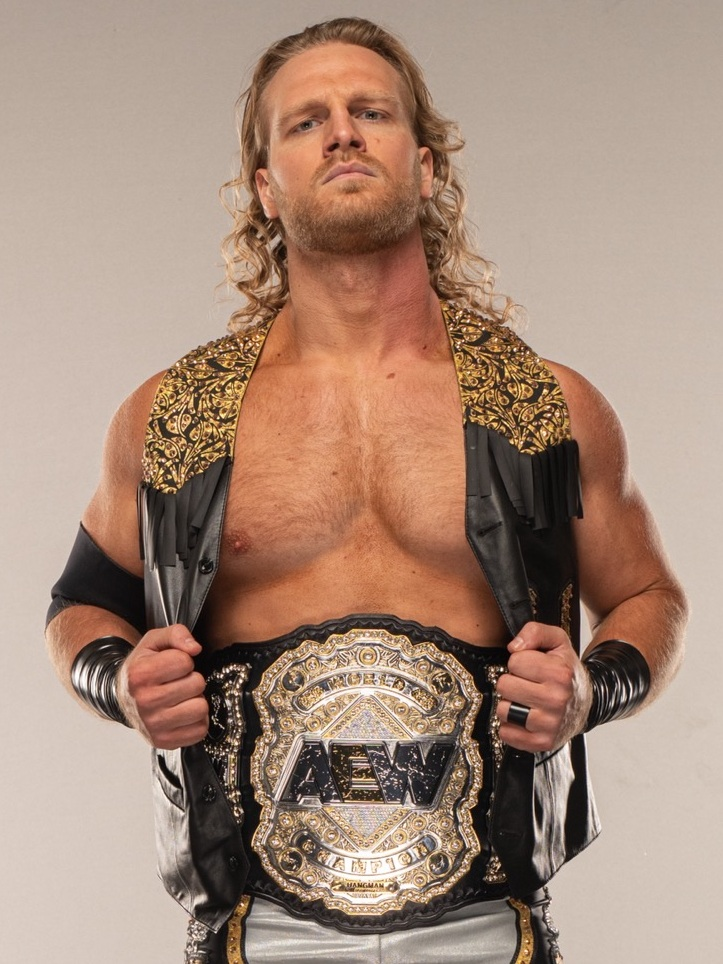
Duas vezes e atual campeão, "Hangman" Adam Page.

O AEW World Championship (em português: Campeonato Mundial da AEW) é um campeonato mundial de luta profissional criado e promovido pela promoção americana All Elite Wrestling (AEW). Revelado em 25 de maio de 2019, é o principal campeonato da promoção e é apresentado como o título mais prestigioso da AEW.
Até 13 de julho de 2025, houve 14 reinados entre nove campeões e uma ocasião em que o título ficou vago, além de um campeão interino. Chris Jericho foi o campeão inaugural. Jon Moxley tem o maior número de reinados, com quatro, e também serviu como campeão interino no meio de 2022, enquanto o campeão linear CM Punk estava afastado por lesão (isso não é contado como um dos quatro reinados de Moxley). Moxley também detém o reinado combinado mais longo, com mais de 433 dias. O reinado único de MJF é o mais longo, com 406 dias, enquanto o segundo reinado de Punk é o mais curto, com apenas 3 dias. Jericho é o campeão mais velho ao conquistá-lo aos 48 anos, enquanto MJF é o mais jovem, vencendo o título aos 26 anos.
"Hangman" Adam Page é o atual campeão em seu segundo reinado. Ele derrotou Jon Moxley pelo título em uma Texas Deathmatch no All In em 12 de julho de 2025.

## Reinados
| No.     | Número geral do reinado                     |
| Reinado | Número de reinado para o campeão específico |
| Dias    | Número de dias retidos                      |
| +       | Indica o reinado atual.                     |

| No.                       | Campeão             | Mudança de Campeonato   | Mudança de Campeonato      | Mudança de Campeonato | Estatísticas do Reinado | Estatísticas do Reinado | Notas | Ref.        |
| No.                       | Campeão             | Data                    | Evento                     | Localização           | Reinado                 | Dias                    | Notas | Ref.        |
| ------------------------- | ------------------- | ----------------------- | -------------------------- | --------------------- | ----------------------- | ----------------------- | --- | ----------- |
| All Elite Wrestling (AEW) |                     |                         |                            |                       |                         |                         | |             |
| 1                         | Chris Jericho       | 31 de agosto de 2019    | All Out                    | Hoffman Estates, IL   | 1                       | 182                     | Derrotou "Hangman" Adam Page para se tornar o campeão inaugural. | [ 1 ] [ 2 ] |
| 2                         | Jon Moxley          | 29 de fevereiro de 2020 | Revolution                 | Chicago, IL           | 1                       | 277                     | | [ 3 ]       |
| 3                         | Kenny Omega         | 2 de dezembro de 2020   | Dynamite: Winter Is Coming | Jacksonville, FL      | 1                       | 346                     | | [ 4 ]       |
| 4                         | "Hangman" Adam Page | 13 de novembro de 2021  | Full Gear                  | Minneapolis, MN       | 1                       | 197                     | | [ 5 ]       |
| 5                         | CM Punk             | 29 de maio de 2022      | Double or Nothing          | Paradise, NV          | 1                       | 87                      | | [ 6 ]       |
| —                         | Jon Moxley          | 26 de junho de 2022     | AEW x NJPW: Forbidden Door | Chicago, IL           | —                       | 59                      | O campeão linear CM Punk estava escalado originalmente para defender o título contra Hiroshi Tanahashi neste evento, mas foi retirado devido a uma lesão que exigiu cirurgia. Moxley derrotou Tanahashi na final de um torneio para se tornar o campeão interino. | [ 7 ] [ 8 ] |
| 6                         | Jon Moxley          | 24 de agosto de 2022    | Dynamite                   | Cleveland, OH         | 2                       | 11                      | Derrotou o campeão linear CM Punk para determinar o campeão indiscutível. AEW reconhece oficialmente isso como o início do segundo reinado de Moxley. | [ 9 ]       |
| 7                         | CM Punk             | 4 de setembro de 2022   | All Out                    | Hoffman Estates, IL   | 2                       | 3                       | | [ 10 ]      |
| —                         | Vago                | 7 de setembro de 2022   | Dynamite                   | Buffalo, NY           | —                       | —                       | CM Punk foi destituído do título após ser suspenso pelo presidente da AEW, Tony Khan, após uma altercação física legítima nos bastidores que ocorreu durante o scrum de mídia pós-evento do All Out.                                                              | [ 11 ]      |
| 8                         | Jon Moxley          | 21 de setembro de 2022  | Dynamite: Grand Slam       | Flushing, NY          | 3                       | 59                      | Derrotou Bryan Danielson em uma final de torneio pelo título vago. | [ 12 ]      |
| 9                         | MJF                 | 19 de novembro de 2022  | Full Gear                  | Newark, NJ            | 1                       | 406                     | Esta foi a luta de cash-in do Casino Poker Chip de MJF. | [ 13 ]      |
| 10                        | Samoa Joe           | 30 de dezembro de 2023  | Worlds End                 | Uniondale, NY         | 1                       | 113                     | | [ 14 ]      |
| 11                        | Swerve Strickland   | 21 de abril de 2024     | Dynasty                    | St. Louis, MO         | 1                       | 126                     | | [ 15 ]      |
| 12                        | Bryan Danielson     | 25 de agosto de 2024    | All In                     | Londres, Inglaterra   | 1                       | 48                      | Esta foi uma luta Título vs. Carreira. | [ 16 ]      |
| 13                        | Jon Moxley          | 12 de outubro de 2024   | WrestleDream               | Tacoma, WA            | 4                       | 273                     | | [ 17 ]      |
| 14                        | "Hangman" Adam Page | 12 de julho de 2025     | All In                     | Arlington, TX         | 2                       | 1+                      | Esta foi uma Texas Deathmatch. | [ 18 ]      |

## Reinados combinados
Até 13 de julho de 2025
| † | Indica atual campeão |

| Pos. | Lutador               | Nº de reinados | Dias combinados |
| ---- | --------------------- | -------------- | --------------- |
| 1    | Jon Moxley            | 4              | 620             |
| 2    | MJF                   | 1              | 406             |
| 3    | Kenny Omega           | 1              | 346             |
| 4    | "Hangman" Adam Page † | 2              | 198+            |
| 5    | Chris Jericho         | 1              | 182             |
| 6    | Swerve Strickland     | 1              | 126             |
| 7    | Samoa Joe             | 1              | 113             |
| 8    | CM Punk               | 2              | 90              |
| 9    | Bryan Danielson       | 1              | 48              |